# برییک
برییک (به فرانسوی: Briec) یک کمون در فرانسه است که در canton of Briec واقع شده‌است.

## خصوصیات
برییک ۶۷٫۸۷ کیلومترمربع مساحت و ۵٬۲۴۴ نفر جمعیت دارد.